# PeruRail

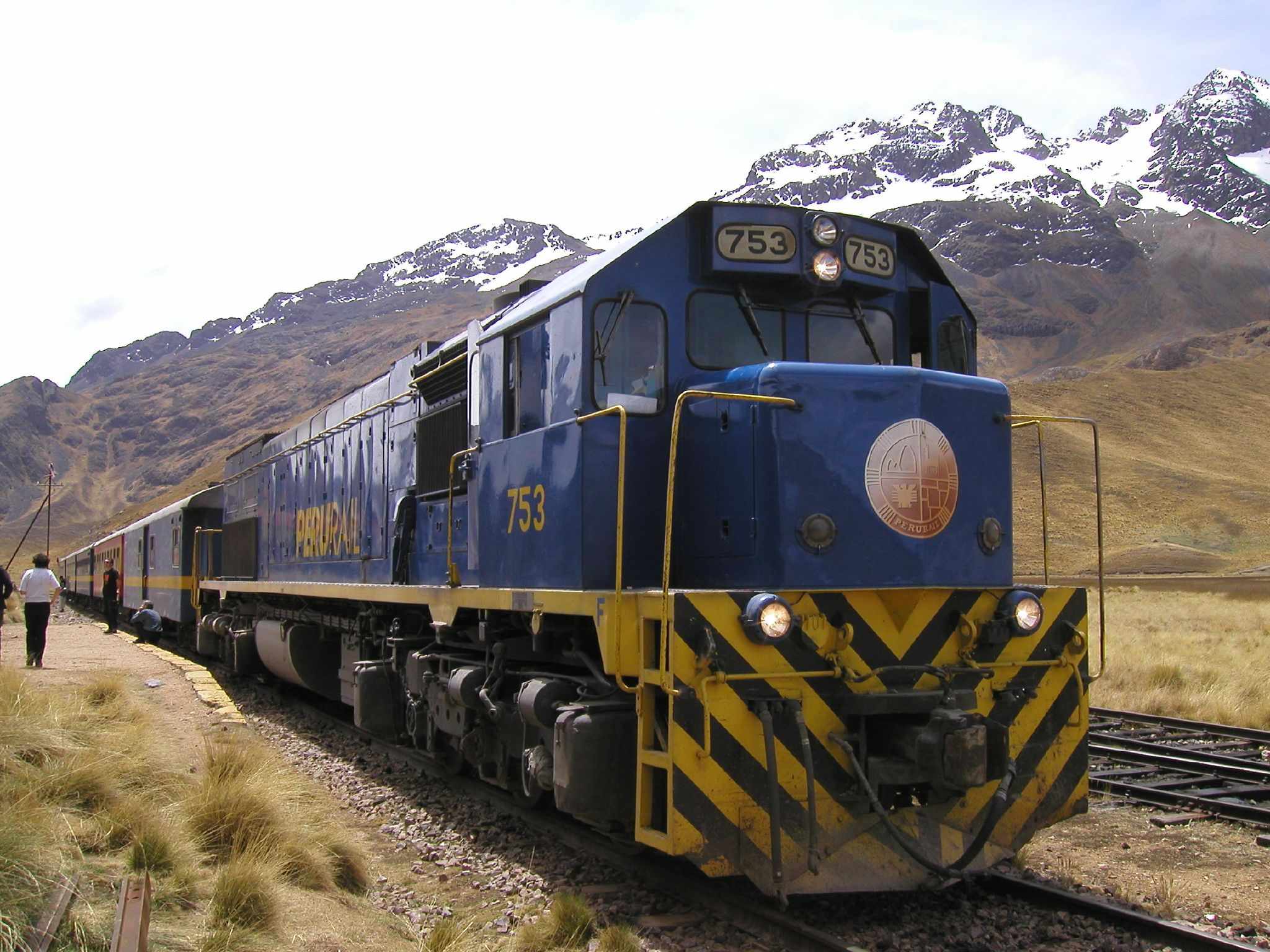
PeruRail hacia Cusco.

PeruRail es un operador de trenes turísticos y de carga en el sur de Perú fundada en 1999 por el empresario peruano Lorenzo Sousa Debarbieri y la corporación inglesa Sea Containers. Al día de hoy opera en un 50%-50% con Belmond Ltd. y el socio peruano Lorenzo Sousa Debarbieri, propietario de los trenes y ferrocarriles peruanos, que concesionaron al estado por el ferrocarril en 1999.

## Descripción de la ruta
PeruRail opera en dos tramos:

### Tramo Sur Oriente
El tramo Sur Oriente comprende la línea férrea entre la Estación de San Pedro en Cusco y la Estación Hidroeléctrica en el distrito de Machupicchu. La empresa Ferrocarril Trasandino tiene la concesión de la vía férrea. PeruRail e Inca Rail tienen contratos con Ferrocarril Trasandino para operar sus trenes en la vía.
Sobre este tramo maneja varias rutas de pasajeros que inician y terminan en las siguientes estaciones:.
- Estación San Pedro (Cusco).
- Estación Poroy (desde Cusco a Poroy, 18 km).
- Estación Ollantaytambo (desde Cusco a Ollantaytambo, 67 km).
- Estación Aguas Calientes (desde Cusco a Aguas Calientes, 117 km).
- Estación Urubamba (desde Urubamba a Aguas Calientes, 63 km).[8]

### Tramo Sur
El tramo Sur comprende la línea férrea desde Matarani hasta Puno pasando por Arequipa y Juliaca. En Juliaca la ruta se divide en dos. La rama oriental va a Puno y al lago Titicaca y la rama occidental va el Cusco. 
En el mes de abril de 2017, PeruRail inauguró el primer sleeper train de lujo de Latinoamérica  la Ruta Cusco - Puno - Arequipa al que se denominó el Andean Explorer.

## Servicio de carga
PeruRail ofrece servicios de transporte de mercancías a diario, entre el puerto de Matarani, la ciudad de Arequipa, y las ciudades andinas de Juliaca, Puno y Cuzco.
Los principales productos transportados por PeruRail son concentrados de cobre, combustible, trigo (para el consumo peruano y boliviano), carbón, cemento, harina de soja de Bolivia, café, cerveza y bebidas no alcohólicas.

## Servicios de envíos
El Flotador coche Manco Capac opera en el lago Titicaca entre la cabeza de carril de PeruRail en Puno y el puerto de Guaqui en Bolivia. PeruRail también es propietaria de la antigua transbordador SS Ollanta, que fue lanzado en el Lago Titicaca en 1931.

## Concesión peruana
Son dos las empresas que brindan el acceso turístico a la ciudadela de Machu Picchu. Asimismo, PeruRail ofrece el servicio social que permite el transporte de habitantes locales.